# Preisüberwacher
Preisüberwacher (französisch surveillant des prix, informell auch Monsieur Prix, italienisch sorvegliante dei prezzi, rätoromanisch survegliader (survegliadra) dals pretschs) ist in der Schweiz die Bezeichnung des Amtsinhabers zur Kontrolle von Preisen auf Basis des Preisüberwachungsgesetzes (PüG). Das Amt des Preisüberwachers ist administrativ dem Eidgenössischen Departement für Wirtschaft, Bildung und Forschung zugeordnet.

## Aufgaben und Organisation

### Aufgaben
Die Aufgaben des Preisüberwachers gliedern sich in drei Bereiche:

#### Preisbeobachtung
Vom Preisüberwacher werden die Preise überwacht, welche nicht im freien Wettbewerb, sondern von marktbeherrschenden Unternehmen, von Kartellen oder dem Staat festgelegt wurden. Darunter fallen z. B. die Gebühren für Radio und Fernsehen, Tarife des öffentlichen Verkehrs, die wichtigsten Posttaxen, die Wasser-, Abwasser- und Abfallpreise der Gemeinden, die Kaminfeger-, Gas- und Telekompreise, die Medikamentenpreise, die Spital- und Ärztetarife.

#### Verhinderung von missbräuchlichen Preiserhöhungen und Preisbeibehaltungen
Der Preisüberwacher schützt den Konsumenten und die Wirtschaft vor zu hohen Preisen aufgrund fehlenden Wettbewerbes. Ist der Missstand festgestellt, so strebt der Preisüberwacher eine einvernehmliche Regelung an. Zur Auswahl stehen je nach Situation eine Preissenkung, eine reduzierte Preiserhöhung oder eine zeitliche Verschiebung einer Preiserhöhung. Diese Regeln sind befristet.
Im Extremfall kann der Preisüberwacher per Verfügung seine Vorstellungen durchsetzen. Gegen eine solche Verfügung kann beim Bundesverwaltungsgericht und anschliessend beim Bundesgericht Beschwerde erhoben werden.
Gehen Preise auf politische Behörden zurück, ist die Kompetenz des Preisüberwachers auf ein Empfehlungsrecht beschränkt.

#### Orientierung der Öffentlichkeit
Laut der gesetzlichen Vorgaben muss der Preisüberwacher die Öffentlichkeit über seine Tätigkeiten unterrichten.

### Organisation
Bei der Preisüberwachung sind etwa 20 Mitarbeiter beschäftigt, die zusammen rund 16 Vollzeitstellen versehen (Stand 2022). Das Amt gliedert sich in folgende Untereinheiten:
- Preisüberwachung
- Büro des Preisüberwachers
- Fachbereich Gesundheit
- Fachbereich EPT (Energie, Post und Telekom)
- Fachbereich ÖWAB (ÖV, Wasser/Abwasser, Banken/Versicherungen)
- Bereich Marktbeobachtung
- Informations- und Rechtsdienst[3]

## Geschichte

### Preisüberwachung als Konjunkturpolitik
1972 litt die Schweiz unter einer  Überhitzung der Konjunktur. Zur Dämpfung beschlossen der National- und Ständerat verschiedene Massnahmen, darunter durch einen Bundesbeschluss vom 20. Dezember 1972 die Überwachung von Preisen, Löhnen und Gewinnen.
Bei den Löhnen und Gewinnen bestand die Befugnis des Preisüberwachers darin, Entwicklungen zu beobachten, Erhebungen zu veranlassen und Gespräche zu führen. Im Bereich der Preise waren seine Möglichkeiten umfassender, er verfügte über die Möglichkeit, Preise herabzusetzen. Diese Kompetenz war nur in den Bereichen der Fiskalabgaben und der Grundstückspreise eingeschränkt.
Da sich dieser Beschluss auf extrakonstitutionelles Dringlichkeitsrecht berief, trat er bereits am Tag der Beschlussfassung in Kraft. Er war bis Ende 1975 befristet.
Noch im Jahr 1975 beschloss das Parlament aufgrund anhaltend hoher Teuerungsraten, die Preisüberwachung bis Ende 1978 mit veränderten Kompetenzen weiterzuführen. So gehörte die Überwachung der Löhne und Gewinne nicht mehr zu den Aufgaben des Preisüberwachers und auch die Überwachung der Preise wurde auf bestimmte Sachgebiete und Wirtschaftszweige beschränkt.

### Preisüberwachung als Schutz vor Missbrauch
1979, kurz nachdem die Preisüberwachung auf Grund des Bundesbeschlusses ausgelaufen war, reichten Konsumentenorganisationen der deutschen, französischen und italienischen Schweiz die Volksinitiative zur Verhinderung missbräuchlicher Preise ein. In der Initiative wurden Vorschriften zur Überwachung vom Preisen und Preisempfehlungen für Waren und Leistungen gefordert. Insbesondere hatten die Konsumentenschützer marktmächtige Unternehmen und Kartelle im Visier.
Parlament und Bundesrat unterbreiteten der Bevölkerung zusätzlich zur Initiative einen Gegenvorschlag, der eine Preisüberwachung nur in Zeiten hoher Teuerung vorsah. Am 28. November 1982 fand die Abstimmung statt. Der Gegenvorschlag wurde mit 65,3 Prozent Nein erstaunlich klar abgelehnt, die Initiative aber mit verhältnismässig guten 56,1 Prozent Ja-Stimmen von Volk und Ständen angenommen.
Am 20. Dezember 1985 wurde das Preisüberwachungsgesetz (PüG, SR 942.20) erlassen, 1991 wurde es revidiert. Seit 1991 sind alle Preise von Kartellen und marktmächtigen Unternehmen des öffentlichen und privaten Rechts dem Preisüberwacher unterstellt.
Mit Inkrafttreten des Stromversorgungsgesetzes am 1. Januar 2008 ging Kompetenz zur Überprüfung der Elektrizitätstarife und der Netznutzungsentgelte im Strombereich auf die Elektrizitätskommission über.

## Bisherige Preisüberwacher
- Leo Schürmann: 1973–1974
- Leon Schlumpf: 1974–1978
- Odilo Guntern: 1986–1993
- Joseph Deiss: 1993–1996
- Werner Marti: 1996–2004
- Rudolf Strahm: 2004–2008
- Stefan Meierhans: seit 2008